# トト (菓子)
トト(Toto)は、ジャマイカの小さなココナッツケーキで、スナックやデザートとして食べられる。すり下ろしたココナッツ、ブラウンシュガー、小麦粉、ベーキングパウダー、ココナッツミルクから作る。オールスパイス、ナツメグ、ショウガ、食塩等で味付けすることがある。
トトはジャマイカの御馳走であり、家族が集まった時等に食べられる。

## 歴史
トトは奴隷が起源である。食べ物がなく空腹になると、彼らはココナッツ、糖蜜、小麦粉を混ぜてケーキ型に入れ、金属板で上部を覆って、下からの炭火で焼いた。

## 誤解
2008年に出版された書籍Jamaican food: history, biology, cultureの中で、この料理は20世紀に発明され、20世紀末にはあまり見られなくなったと言及されている。これは、この料理が主に家庭で作られ、広く市販されていないことによる誤解である。トトのレシピは家族内で受け継がれ、19世紀から存在するとされるレシピもある。トトは、同じジャマイカのココブレッドとは無関係である。